# Portrait du marquis Sommi
Le Portrait du marquis Sommi (105 × 73 cm) est une huile sur toile peinte à Paris en 1925 par l’artiste polonaise Tamara de Lempicka.

## Histoire du portrait

### Le modèle et le portrait
Le modèle représenté dans ce portrait est le marquis Guido di Girolamo Sommi Picenardi, Lombard né à Menton en 1892, chevalier de l’ordre souverain de Malte et fasciste de la première heure. En 1925, il fut présenté à Tamara de Lempicka par le comte Emanuele di Castelbarco ; ils devinrent amants pendant quelque temps, et Lempicka peignit son portrait au cours de cette même année 1925.

### Expositions
Ce portrait est exposé pour la première fois dans la Galerie du Luxembourg à Paris en 1972, dans le cadre de l'exposition Tamara de Lempicka de 1925 à 1935. Il a été ensuite exposé à deux reprises, d'abord, en 1980, aux grands magasins Seibu à Tokyo, lors d’une grande exposition célébrée après la mort de l'artiste cette même année; puis en 1994, à la Villa Médicis à Rome, à l'occasion de l’exposition Tamara de Lempicka. Tra eleganza e trasgressione.

### Circulation du portrait
Depuis la réalisation du portrait, ce dernier a circulé de collection particulière en collection particulière de façon quelque peu obscure. Un propriétaire anonyme l'acquiert en 1968, puis le vend au galeriste Barry Friedman Ltd. de New York en 1979. En 1980 il est racheté et mis aux enchères par Christie's. Il repose dans le Rockefeller Plaza à New York jusqu'à être acheté, le 3 novembre 2009, par un nouveau collectionneur pour la somme de 4 338 500$.

## Description
Le modèle est ici représenté suivant très exactement la mode des années 1920, que l'on a qualifiées d'«années  folles » : les cheveux courts luisants de brillantine, rasé de près, revêtant une veste à larges revers. Il fait par là penser à certains clichés publicitaires de l’époque, et nous fournit un équivalent pictural de l'élégance et la mode de ces années 1920, emblématisée en littérature notamment par les personnages de Francis Scott Fitzgerald. 
Ce portrait est un bon exemple du cubisme élégant de Tamara de Lempicka, qu'André Lhote appelait un « cubisme doux », à cause de la netteté de la palette, la sobriété envoûtante des ombres et des couleurs, et l'exploration de formes géométriques plus douces que celles, par exemple, d’un Picasso. Maurice Denis, lui, qualifiait ce style de « cubisme synthétique », à cause du mélange inattendu que l'artiste développe entre le néo-cubisme et le maniérisme de la Renaissance. 
Ce portrait propose aussi un travail d’observation sur l'élégance d'une époque, tout entière incarnée ici par cet individu. Son costume sombre est mis en valeur par les fonds clairs et abstraits (la représentation de l'homme des années 1920 en noir est devenue un lieu commun depuis), tandis que les formes anguleuses et pointues mettent en valeur la finesse du personnage et lui concèdent de la distinction. Parallèlement, l'attention particulière accordée aux mains fines, blanches et longues, notamment à la main droite et à la bague ornée d’une pierre précieuse, renvoient au caractère aristocratique du personnage représenté. 
En somme, ce portrait appartenant à l'étape parisienne de Lempicka (les années 1920 et 1930) est un véritable emblème de la recherche esthétique d’une époque, mais aussi de l'unicité inclassable du style de l'artiste.